# Eva Älgekrans
Eva Ingegerd Älgekrans, född 28 september 1951 i Enskede församling i Stockholm, är en svensk tidigare handbollsspelare. Hon spelade mittsexa i anfall.

## Klubbkarriär
Eva Älgekrans spelade hela sin aktiva karriär för Stockholmspolisen. Älgekrans och Ann-Britt Furugård vann under sin tid i Stockholmspolisens IF under 1970- och 1980-talen nio SM-guld, ett rekord som först 2016 slogs av Ida Odén från IK Sävehof. Eva Älgekrans och Ann Britt Furugård togs ut i Stockholmspolisens "All Star Team" gällande alla tider.

## Landslagskarriär
1973 spelade hon 3 ungdomslandskamper i nordiska mästerskapet för U22-lag. Eva Älgekrans spelade även 40 landskamper för Sverige åren 1973–1981 enligt den äldre landslagsstatistiken. Enligt den nya statistiken debuterade hon mot Norge 21 oktober 1972 och spelade 39 landskamper med 15 gjorda mål. Sista landskampen gjorde hon mot Spanien i B-VM den 2 december 1981. Hon är mottagare av Stora grabbars och tjejers märke.

## Privat
Eva Älgekrans är gift med Lasse Ramqvist, före detta handbollsspelare i Hellas. Sonen Niklas Älgekrans har spelat bl.a. för Eskilstuna Guif i elitserien, och är 2016/2017 tränare för klubben, och yngsta barnet Stefan har spelat för flera klubbar, senast HK Silving Troja. Eva Älgekrans är med i styrelsen för Svenska Handbollsfans.